# 14 de setembro
14 de setembro é o 257.º dia do ano no calendário gregoriano (258.º em anos bissextos). Faltam 108 dias para acabar o ano.

## Eventos históricos

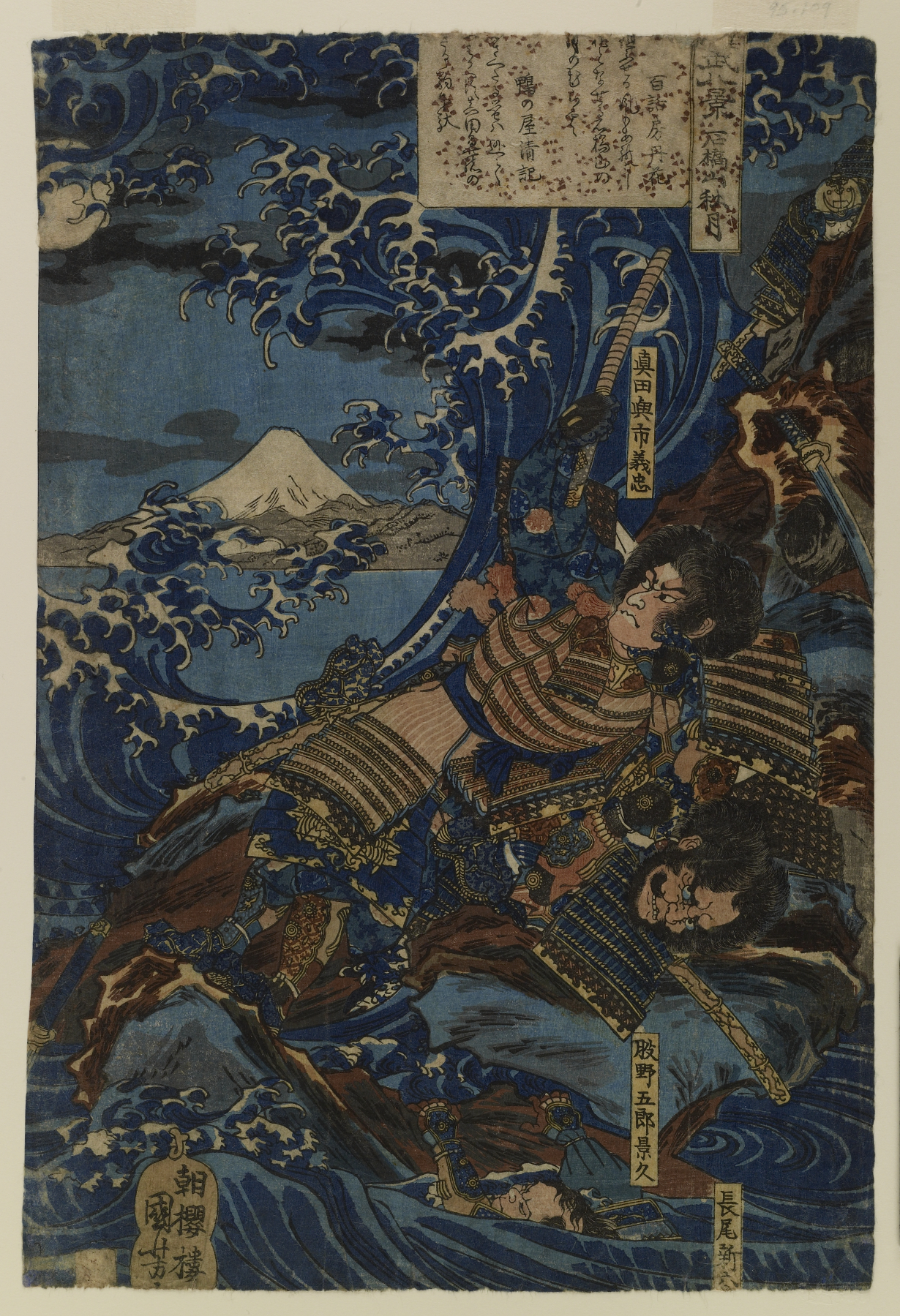
1180: Batalha de Ishibashiyama no Japão

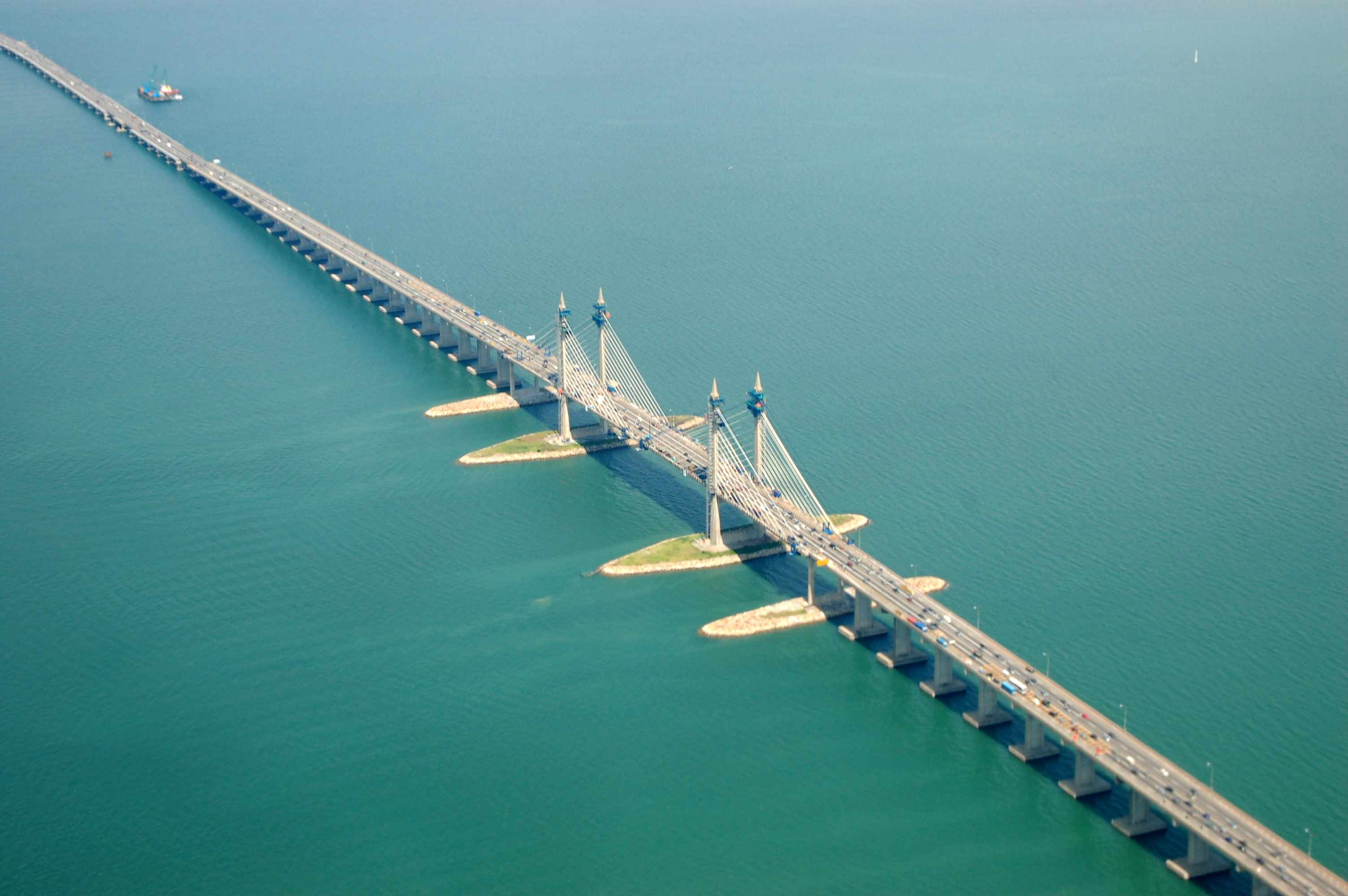
1985: É aberta ao tráfego a Ponte Penang na Malásia

- 0081 — Domiciano torna-se imperador do Império Romano após a morte de seu irmão Tito.
- 0629 — O imperador Heráclio entra em Constantinopla em triunfo após sua vitória sobre o Império Sassânida.
- 0786 — "Noite dos três califas": Harune Arraxide torna-se o califa abássida após a morte de seu irmão Alhadi. Nascimento do filho de Harune, Almamune.
- 0919 — Batalha de Islandbridge: O Alto Rei Niall Glúndub é morto enquanto liderava uma coalizão irlandesa contra os vikings de Uí Ímair, liderados pelo rei Sitric Cáech.
- 1180 — Guerras Genpei: Batalha de Ishibashiyama no Japão.
- 1210 — Fundação da Ordem da Santa Cruz pelo beato Teodoro de Celles.
- 1226 — O primeiro exemplo registrado da prática católica da adoração eucarística perpétua começa formalmente em Avignon, França.[1]
- 1524 — Fundação em Roma da Ordem dos Clérigos Regulares por Caetano de Thiene e Gian Pietro Carafa.
- 1607 — Fuga dos Condes de Lough Swilly, Donegal, Irlanda.
- 1685 — Guerra da Moreia: a Batalha de Kalamata termina com uma vitória veneziana sobre as forças do Império Otomano sob o capitão paxá.[2]
- 1723 — O grão-mestre António Manoel de Vilhena lança a primeira pedra do Forte Manoel em Malta.
- 1741 — George Frideric Handel completa seu oratório Messias.
- 1752 — O Império Britânico adota o calendário gregoriano, saltando onze dias (o dia anterior foi 2 de setembro).
- 1791 — Os Estados Papais perdem Avinhão para a França Revolucionária.
- 1808 — Guerra Finlandesa: os russos derrotam os suecos na Batalha de Oravais.
- 1812 — Guerras Napoleônicas: o Grande Armée francês entra em Moscou. O incêndio da cidade começa assim que as tropas russas deixam o local.
- 1829 — O Império Otomano assina o Tratado de Adrianópolis com a Rússia, terminando assim a Guerra Russo-Turca.
- 1862 — Guerra de Secessão: ocorre a Batalha de South Mountain, parte da Campanha de Maryland.
- 1901 — O presidente dos Estados Unidos, William McKinley, morre após uma ser mortalmente ferido em 6 de setembro e é sucedido pelo vice-presidente Theodore Roosevelt.
- 1911 — O primeiro-ministro russo Pyotr Stolypin é baleado por Dmitry Bogrov enquanto assistia a uma apresentação de O Conto do Czar Saltan, de Rimsky-Korsakov, na Ópera de Kiev, na presença do czar Nicolau II.[3]
- 1917 — O Império Russo é formalmente substituído pela República Russa.
- 1936 — Raoul Villain, que assassinou o socialista francês Jean Jaurès, é morto pelos republicanos espanhóis em Ibiza.
- 1939 — Segunda Guerra Mundial: Os militares estonianos embarcam no submarino polonês ORP Orzeł em Tallinn, provocando um incidente diplomático que a União Soviética mais tarde usará para justificar a anexação da Estônia.
- 1943 — Segunda Guerra Mundial: A Wehrmacht inicia uma operação de retaliação de três dias contra várias aldeias gregas na região de Viannos, cujo número de mortos acabaria por ultrapassar 500 pessoas.
- 1944 — Segunda Guerra Mundial: Maastricht torna-se a primeira cidade holandesa a ser libertada pelas forças aliadas.
- 1948 — O Exército Indiano captura a cidade de Aurangabad como parte da Operação Polo.
- 1954 — Em um teste nuclear ultrassecreto, um bombardeiro soviético Tu-4 lança uma arma atômica de 40 quilotons ao norte da vila de Totskoye.
- 1958 — Os dois primeiros foguetes alemães do pós-guerra, projetados pelo engenheiro alemão Ernst Mohr, alcançam a Mesosfera.
- 1959 — A sonda soviética Luna 2 se choca com a Lua, tornando-se o primeiro objeto feito pelo homem a alcançá-la.
- 1960
  - É fundada a Organização dos Países Exportadores de Petróleo (OPEP).
  - Crise do Congo: com a ajuda da CIA, Mobutu Sese Seko toma o poder em um golpe militar, suspendendo o parlamento e a constituição.
- 1968 — Lançamento da sonda Zond 5 da Base de Baikonur.
- 1974 — Inaugurada a Linha Azul, a primeira linha do Metrô de São Paulo.
- 1979 — O presidente afegão Nur Mohammad Taraki é assassinado sob a ordem de Hafizullah Amin, que se torna o novo presidente.
- 1982 — O presidente eleito do Líbano, Bachir Gemayel, é assassinado.
- 1984 — Joe Kittinger torna-se a primeira pessoa a pilotar um balão de gás sozinho pelo Oceano Atlântico.
- 1985 — É aberta ao tráfego a Ponte Penang, a mais longa da Malásia, conectando a ilha de Penang ao continente.
- 1992 — O Tribunal Constitucional da Bósnia e Herzegovina declara ilegal a separação da República Croata da Herzeg-Bósnia.
- 1998 — João Paulo II publica a encíclica "Fides et Ratio".
- 1999 — Kiribati, Nauru e Tonga são admitidos como Estados-Membro da ONU.
- 2000 — Microsoft lança o Windows ME.
- 2002 — O voo 5561 da Total Linhas Aéreas cai perto de Paranapanema, Brasil, matando os dois pilotos a bordo.
- 2003
  - Em um referendo, a Estônia aprova a adesão à União Europeia.
  - O Presidente da Guiné-Bissau, Kumba Ialá, é afastado do poder num golpe militar sem sangue liderado pelo general Veríssimo Correia Seabra.
- 2007 — Crise econômica de 2007–2008: o banco Northern Rock experimenta a primeira corrida aos bancos no Reino Unido em 150 anos.
- 2008 — O voo Aeroflot 821, um Boeing 737-500, cai em uma seção da Ferrovia Transiberiana ao se aproximar do Aeroporto Internacional de Perm, em Perm, Rússia, matando todas as 88 pessoas a bordo
- 2015 — É feita a primeira observação de ondas gravitacionais, anunciada pelas colaborações LIGO e Virgo em 11 de fevereiro de 2016.
- 2018 — O Furacão Florence chega a terra firme perto de Wrightsville Beach, na Carolina do Norte, causando inundações catastróficas em muitas áreas ao longo da costa do estado.
- 2019 — Ataques de drones a duas grandes instalações petrolíferas na Arábia Saudita obrigam o país a cortar mais da metade de sua produção de petróleo.

## Nascimentos

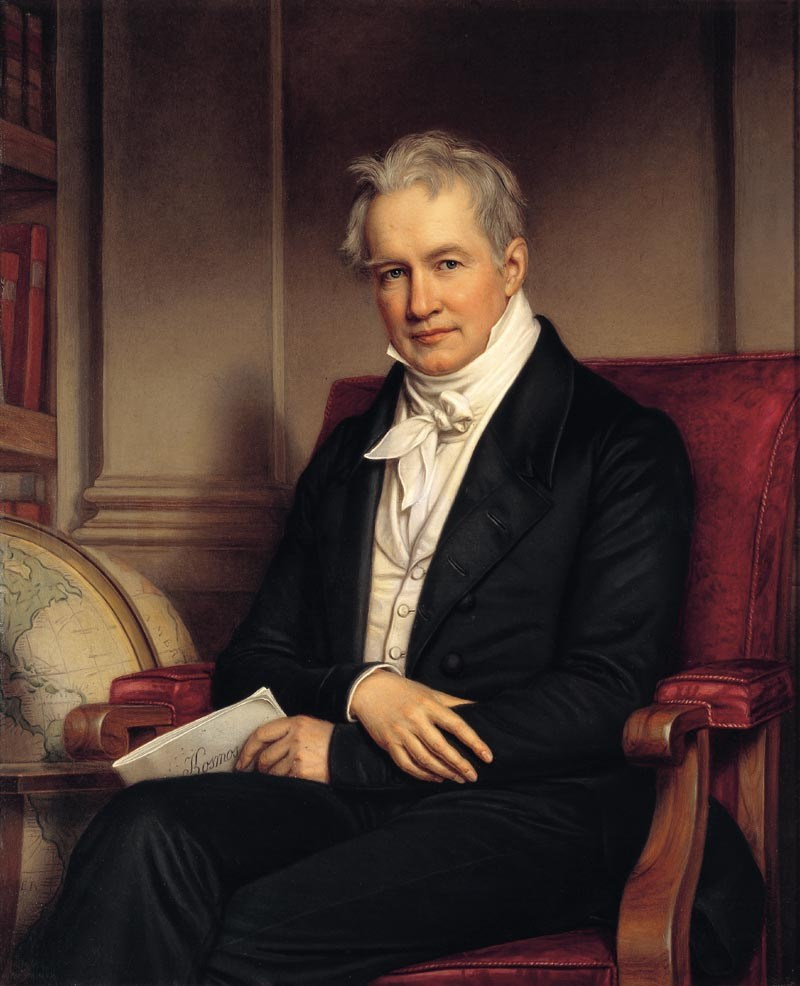
Alexander von Humboldt

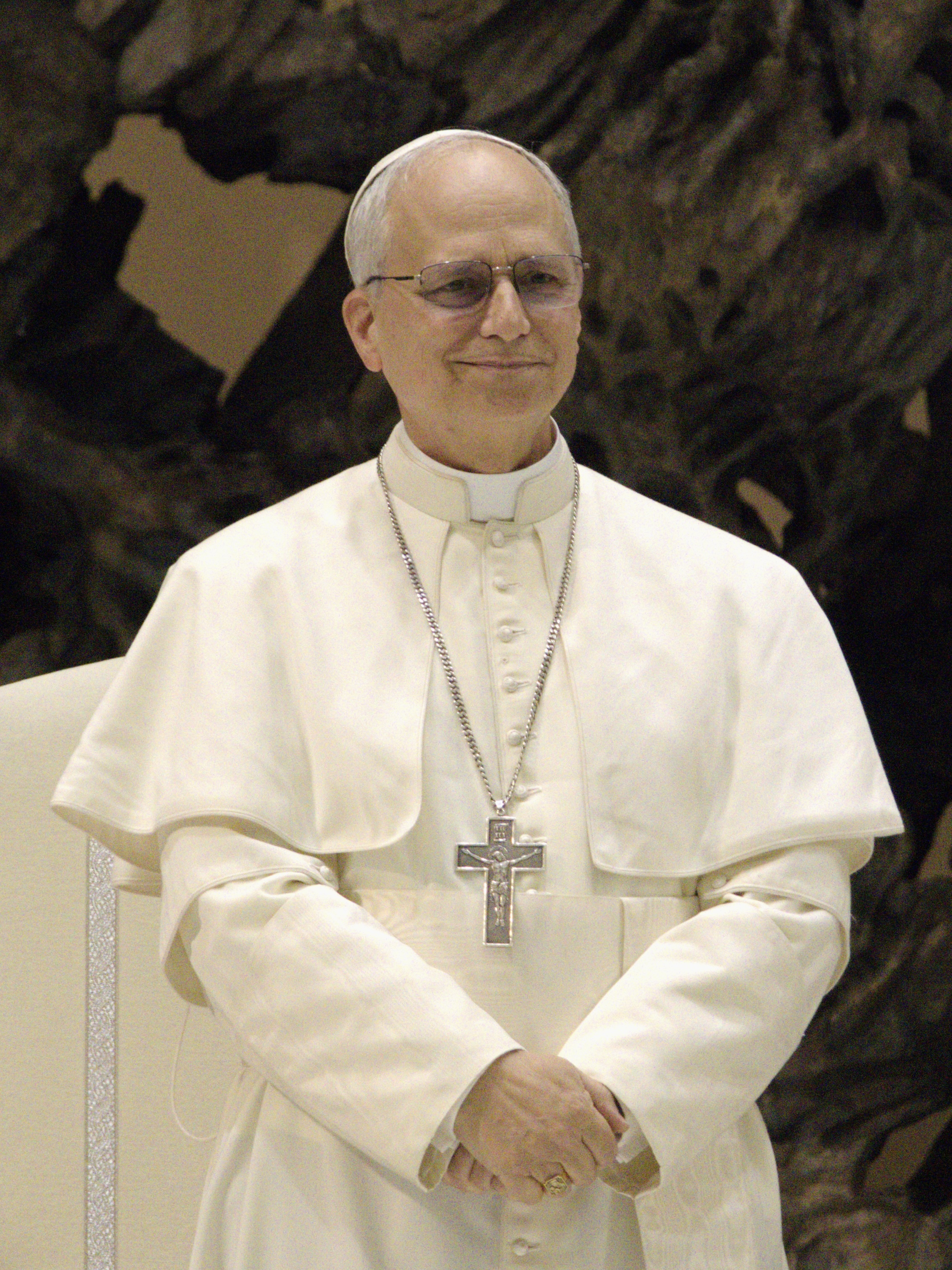
Papa Leão XIV

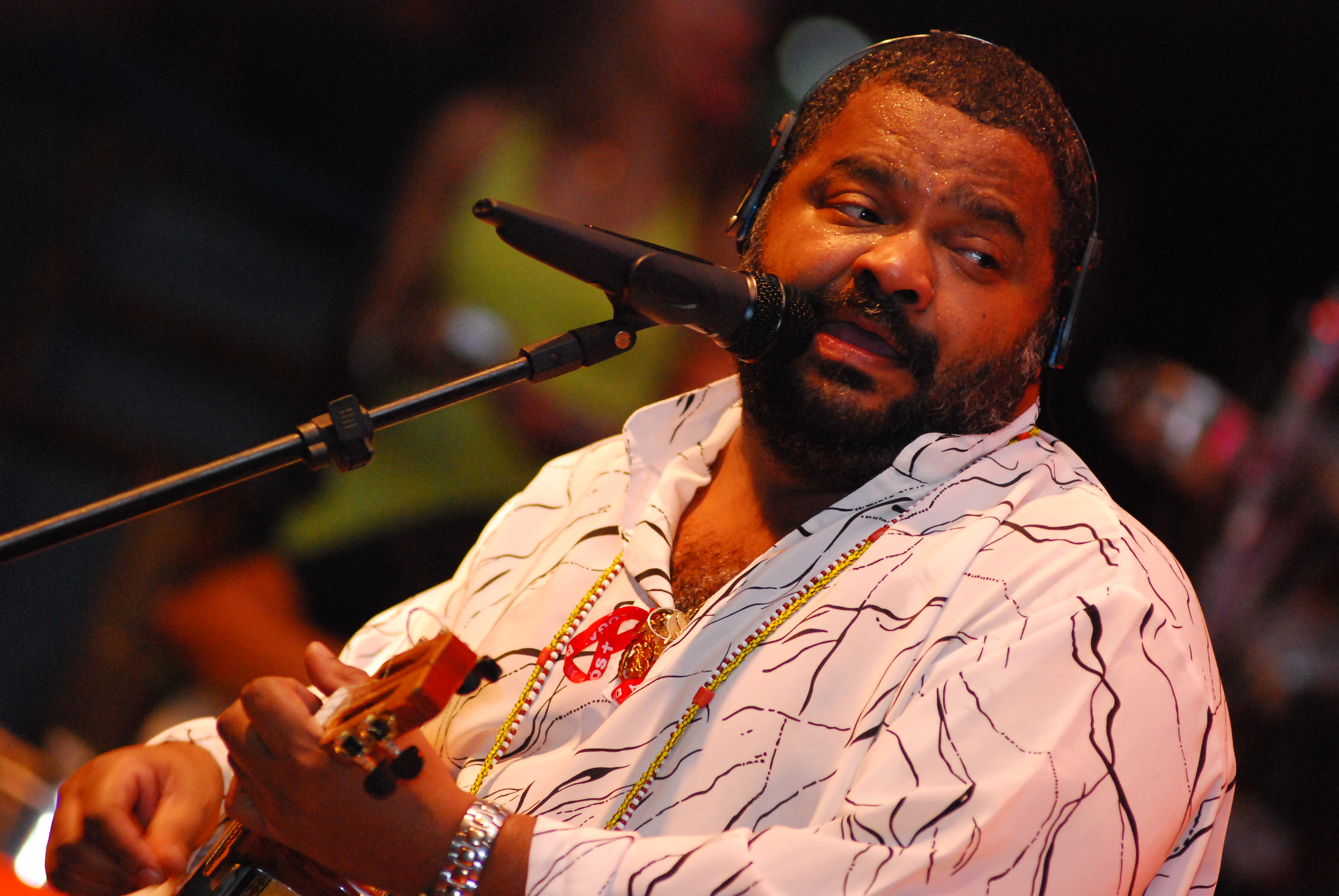
Arlindo Cruz

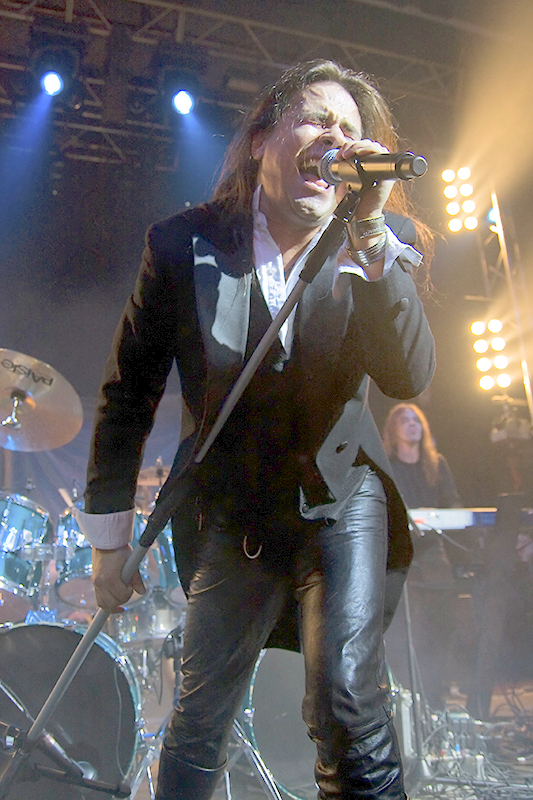
Andre Matos

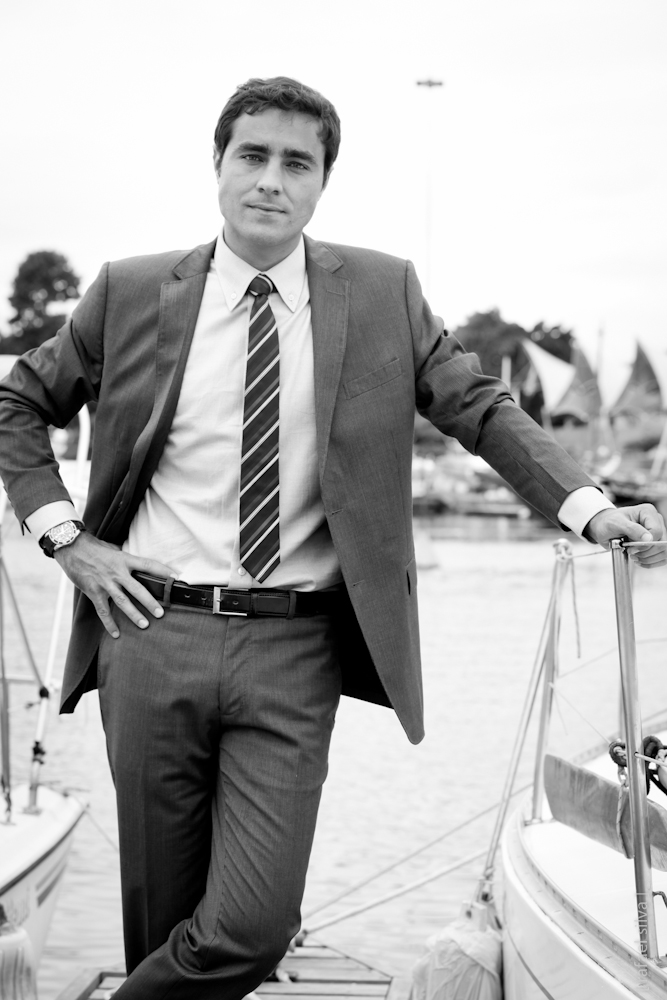
Ricardo Pereira

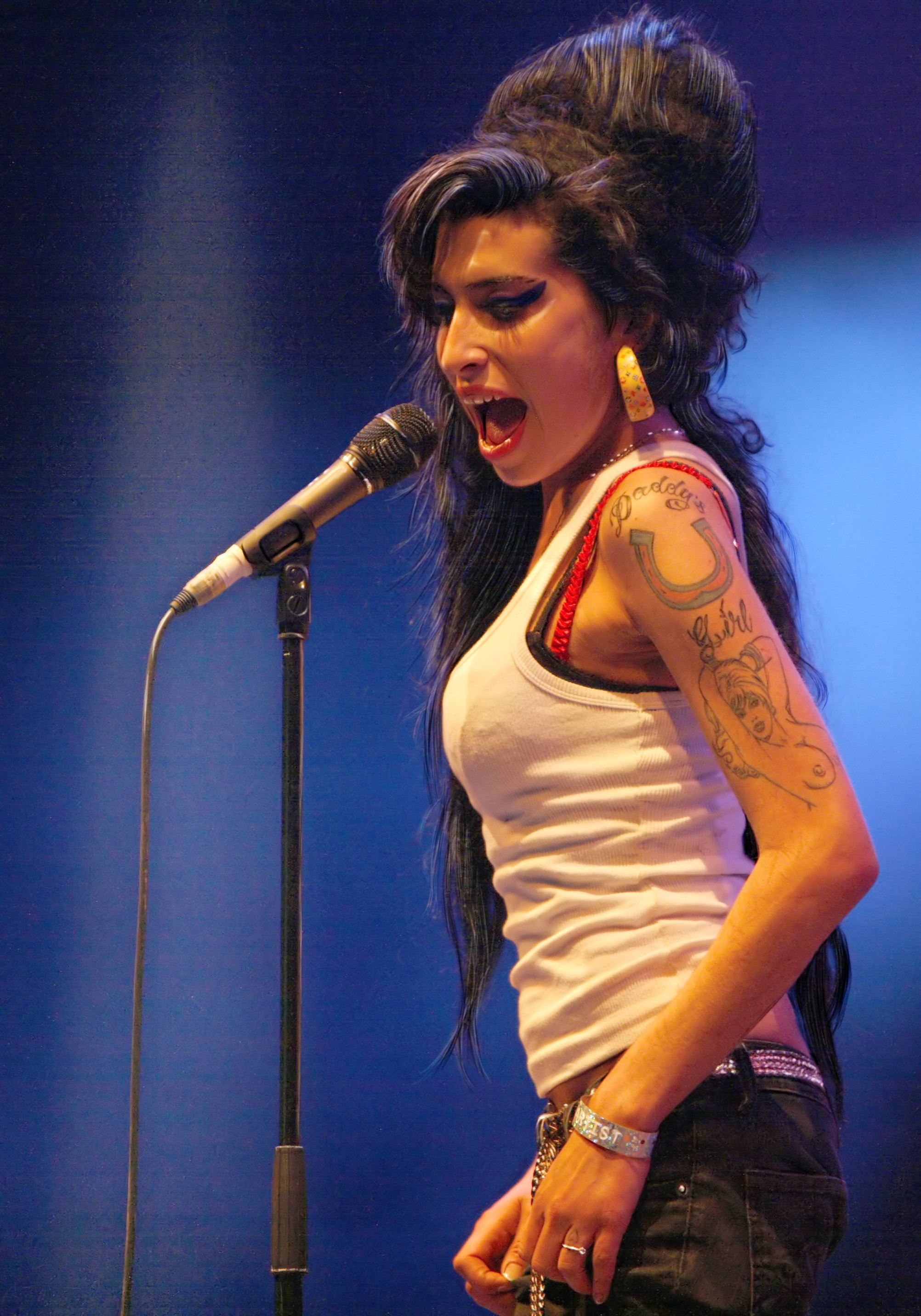
Amy Winehouse

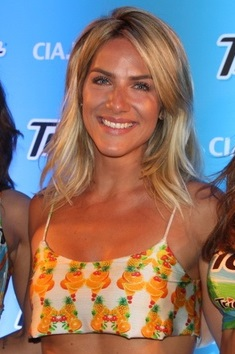
Giovanna Ewbank

### Anteriores ao século XIX
- 1401 — Maria de Castela, rainha de Aragão (m. 1458).
- 1543 — Claudio Acquaviva, padre jesuíta italiano (m. 1615).
- 1580 — Francisco de Quevedo, escritor e político espanhol (m. 1645).
- 1656 — Thomas Baker, antiquário e escritor britânico (m. 1740).
- 1737 — Michael Haydn, compositor austríaco (m. 1806)
- 1747 — José Joaquim dos Santos, compositor português (m. 1801).
- 1768 — Maria Frederica de Hesse-Cassel, duquesa de Anhalt-Bernburgo (m. 1839).
- 1769 — Alexander von Humboldt, naturalista alemão (m. 1859).

### Século XIX
- 1804 — John Gould, ornitólogo e naturalista britânico (m. 1881)
- 1817 — Hermínia da Áustria, arquiduquesa da Áustria (m. 1842).
- 1833 — Francis Edward Bache, organista e compositor britânico (m. 1858)
- 1848 — Adolf Albin, enxadrista romeno (m. 1920)
- 1880 — Archie Hahn, atleta norte-americano (m. 1955).
- 1899 — Hal B. Wallis, produtor cinematográfico norte-americano (m. 1986).

### Século XX e XXI

#### 1901–1950
- 1905 — Ismael Silva, compositor e cantor brasileiro (m. 1978).
- 1906 — Flávio Costa, treinador brasileiro (m. 1999).
- 1908 — Cecil Smith, patinadora artística canadense (m. 1997).
- 1913 — Jacobo Arbenz, político guatemalteco (m. 1971).
- 1918 — Cachao López, músico cubano (m. 2008).
- 1920 — Lawrence Robert Klein, economista norte-americano (m. 2013).
- 1921
  - Paulo Evaristo Arns, cardeal brasileiro (m. 2016).
  - Zizinho, futebolista brasileiro (m. 2002).
- 1925 — Cyll Farney, ator e produtor brasileiro (m. 2003).
- 1933 — Harve Presnell, ator e cantor norte-americano (m. 2009).
- 1935 — Ferid Murad, médico estadunidense (m. 2023).
- 1937 — Renzo Piano, arquiteto italiano.
- 1939 — Joana Fomm, atriz brasileira.
- 1943 — Marcos Valle, compositor e músico brasileiro.
- 1944 — Günter Netzer, ex-futebolista alemão.
- 1945 — Tito de Alencar Lima, religioso brasileiro (m. 1974).
- 1947
  - Sam Neill, ator neozelandês.
  - Wolfgang Schwarz, patinador artístico austríaco.
- 1948 — Vera Gimenez, atriz brasileira.
- 1950 — Masami Kuwashima, automobilista japonês.

#### 1951–2000
- 1951 — Arrigo Barnabé, compositor, músico e ator brasileiro.
- 1955 — Papa Leão XIV.
- 1956
  - Ray Wilkins, ex-futebolista e treinador de futebol britânico (m. 2018).
  - Zé Pedro, músico português (m. 2017)
- 1958
  - Arlindo Cruz, cantor, compositor e instrumentista brasileiro (m. 2025).
  - Robert McCall, patinador artístico canadense (m. 1991).
  - Silas Malafaia,  pastor pentecostal brasileiro.
- 1959 — Morten Harket, cantor norueguês.
- 1960
  - Melissa Leo, atriz norte-americana.
  - Callum Keith Rennie, ator canadense.
  - Ariel Holan, treinador argentino.
- 1965 — Dmitry Medvedev, político russo.
- 1969 — Francesco Antonioli, futebolista italiano.
- 1971
  - Alexandre Padilha, médico e político brasileiro.
  - Andre Matos, músico brasileiro (m. 2019).
  - Apasiri Nitibhon, supermodelo e atriz tailandesa.
- 1973
  - Andrew Lincoln, ator britânico.
  - Nas, rapper americano.
- 1974 — Hicham El Guerrouj, atleta marroquino.
- 1976
  - Agustín Calleri, tenista argentino.
  - Leo Inácio, futebolista brasileiro.
- 1977
  - Andréia Suntaque, futebolista brasileira.
  - Alex, futebolista brasileiro.
- 1978 — Ron DeSantis, político e advogado norte americano.
- 1979
  - Ivica Olić, futebolista croata.
  - Ricardo Pereira, ator português.
  - Antônio "Pezão" Silva, lutador brasileiro de artes marciais mistas.
- 1980
  - Ana Cañas, cantora e compositora brasileira.
  - Luis Horna, tenista peruano.
- 1981
  - Miyavi, músico japonês.
  - Ashley Roberts, cantora e dançarina norte-americana.
  - BooG!e, ator norte-americano
- 1983
  - Amy Winehouse, cantora e compositora britânica (m. 2011).
  - Wilson Matias, futebolista brasileiro.
- 1984
  - Adam Lamberg, ator estadunidense.
  - Fernanda Vasconcellos, atriz brasileira.
  - Jonathan Bottinelli, futebolista argentino.
  - André De Vanny, ator australiano.
  - Chori Castro, futebolista uruguaio.
- 1985 — Maicon, futebolista brasileiro.
- 1986
  - Giovanna Ewbank, atriz e modelo brasileira.
  - Ai Takahashi, cantora e atriz japonesa.
- 1987 — Vítor Pelé, futebolista português.
- 1988
  - Renata Kuerten, modelo e apresentadora de TV brasileira
  - Maicon, futebolista brasileiro.
  - Luiz Otávio, futebolista brasileiro.
- 1989
  - Lee Jong-suk, ator e modelo sul-coreano.
  - Logan Henderson, ator, cantor e compositor norte-americano.
  - Jessica Brown Findlay, atriz britânica.
- 1990
  - Douglas Costa,  futebolista brasileiro.
  - Morro García, futebolista uruguaio.
- 1992
  - Renê Rodrigues Martins, futebolista brasileiro.
  - Karl Toko Ekambi, futebolista camaronês
- 1994 — Léo Dubois, futebolista francês.
- 1995 — Héctor Hernández, futebolista espanhol.
- 1999 — Tom Schaar, skatista estadunidense.
- 2000 — Ethan Ampadu, futebolista britânico.

### Século XXI
- 2002 — Pape Matar Sarr, futebolista senegalês.
- 2003 — Marc Casadó, futebolista espanhol.

## Mortes

### Anteriores ao século XIX
- 0258 — Cipriano de Cartago, santo africano (n. 210).
- 0407 — João Crisóstomo, arcebispo de Constantinopla (n. 347).
- 0585 — Imperador Bidatsu, imperador japonês (n. 538).
- 0775 — Constantino V Coprônimo, imperador bizantino (n. 718).
- 1164 — Sutoku, imperador japonês (n. 1119).
- 1321 — Dante Alighieri, escritor italiano (n. 1265).
- 1435 — João, Duque de Bedford (n. 1389).
- 1523 — Papa Adriano VI (n. 1459).
- 1538 — Henrique III de Nassau-Breda (n. 1483).
- 1709 — Luis Manuel Fernández de Portocarrero, religioso, nobre e político espanhol (n. 1635).
- 1712 — Giovanni Domenico Cassini, astrônomo e matemático francês (n. 1625).

### Século XIX
- 1817 — Hermínia de Anhalt-Bernburg-Schaumburg-Hoym, arquiduquesa da Áustria (n. 1797).
- 1820 — François Joseph Lefebvre, militar e político francês (n. 1755).
- 1852 — Arthur Wellesley, 1.º Duque de Wellington (n. 1769).
- 1881 — Richard Airey, general britânico (n. 1803).

### Século XX
- 1901 — William McKinley, político norte-americano (n. 1843).
- 1927 — Isadora Duncan, bailarina norte-americana (n. 1878).
- 1936 — Irving Thalberg, produtor cinematográfico norte-americano (n. 1899).
- 1937 — Tomás Masaryk, político tcheco (n. 1850).
- 1960 — Antônio Reis, bispo católico brasileiro (n. 1885).
- 1970 — Rudolf Carnap, filósofo alemão (n. 1891).
- 1982 — Grace Kelly, atriz estadunidense (n. 1929).
- 1984 — Janet Gaynor, atriz estadunidense (n. 1906).
- 1989 — Tim Brown, patinador artístico americano (n. 1938).
- 1999 — Abreu Sodré, político brasileiro (n. 1917).

### Século XXI
- 2002 — LaWanda Page, atriz, comediante e dançarina americana (n. 1920).
- 2005 — Robert Wise, diretor e produtor de cinema estadunidense (n. 1914).
- 2006 — Paulo Marques, jornalista, radialista e político brasileiro (n. 1948).
- 2008 — John Burnside, ativista e inventor estadunidense (n. 1916).
- 2009
  - Patrick Swayze, ator e cantor estadunidense (n. 1952).
  - Darren Sutherland, boxeador irlandês (n. 1982).
- 2010 — José Janene, empresário e político brasileiro (n. 1955).
- 2016 — Duda Ribeiro, ator brasileiro (n. 1962).
- 2017 — Fernanda Borsatti, atriz portuguesa (n. 1931).
- 2019 — Jean Heywood, atriz britânica (n. 1921).

## Feriados e eventos cíclicos

### Brasil
- Dia Nacional do Frevo
- Aniversário da fundação de Presidente Prudente, São Paulo
- Aniversário da fundação de Sinop, Mato Grosso
- Aniversário da fundação de Figueirão, Mato Grosso do Sul
- Aniversário da fundação de Viamão, Rio Grande do Sul
- Aniversário da fundação de Pilar, Paraíba

### Internacional
- Dia Internacional da Capivara

### Cristianismo
- Cormac mac Cuilennáin
- Élia Flacila
- Exaltação da Santa Cruz

## Outros calendários
- No calendário romano era o 18.º dia (XVIII) antes das calendas de outubro.
- No calendário litúrgico tem a letra dominical E para o dia da semana.
- No calendário gregoriano a epacta do dia é x.